# 오곡초등학교
오곡초등학교는 대한민국 전라남도 곡성군 오곡면 오지3길 50 (오지리)에 있었던 공립 초등학교이다.

## 연혁
- 1928년 4월 29일 오곡공립보통학교(4년제) 개교(설립인가 3월 7일)
- 1938년 4월 1일 오곡공립심상소학교로 개칭
- 1939년 4월 1일 6년제로 개편
- 1941년 4월 1일 오곡공립국민학교로 개칭
- 1981년 3월 1일 병설유치원 개원
- 1992년 3월 1일 명성분교장 통폐합
- 1995년 3월 1일 예성분교장 통폐합
- 1996년 3월 1일 봉조분교장 통폐합
- 1996년 3월 1일 오곡초등학교로 개칭
- 2000년 3월 1일 압록분교장 편입
- 2004년 3월 1일 폐교(곡성중앙초등학교로 통합)